# Juan Tévez
Juan Manuel Tévez (n. Puerto Belgrano, Buenos Aires, Argentina; 28 de agosto de 1987) es un futbolista argentino nacionalizado ecuatoriano. Juega como delantero y su equipo actual es Cusco Fútbol Club de la Liga 1 de Perú.

## Trayectoria
Juan Manuel nació en Punta Alta. Hizo las Inferiores en Sporting Punta Alta, de esa ciudad. En el 2004 se mudó con su familia a Maciel, en Santa Fe. Empezó a jugar en el Club Alba. Al mismo tiempo trabajaba en una fábrica de sillones para la playa. A mediados de 2008 le ofrecieron viajar a Puerto Madryn para probarse en Guillermo Brown, donde fue contratado y logró el título de campeón del torneo Argentino A, ascendiendo a la B Nacional.

### Talleres de Córdoba
En el 2013 ficha por Talleres de Córdoba para afrontar la Primera B.
Para la temporada 2014/15 fichó por Unión La Calera donde es recordado por marcarle un doblete a Colo Colo.

### Macará
Para la temporada 2017, ficha por el Macará de Ambato, un modesto y tradicional club de Ecuador. Debutó con un gol de penal al minuto 26 frente al actual campeón de Ecuador, Barcelona en la segunda fecha del campeonato ecuatoriano de fútbol. Convirtió 17 goles en 42 fechas, siendo un jugador muy destacado, hasta lo que va del campeonato. Hizo el gol de la victoria en la primera fecha de la segunda etapa frente a Barcelona y fue elegido la figura del partido. Marca un doblete en la victoria 7 a 1 frente a Clan Juvenil. Marco su gol 14 del torneo dejándolo como goleador solitario del torneo en el empate 1 a 1 frente al Deportivo Cuenca. Logró clasificar y jugar la Copa Libertadores 2018, fue eliminado en primera ronda por Deportivo Táchira.
Para la temporada 2018, se convierte en el capitán del equipo ambateño, además de ser el goleador de los últimos años de este equipo, le marcó un gol de cabeza a Emelec en el empate 2-2 antes de que finalice la etapa, marcó un nuevo gol frente al Guayaquil City. Marcó un nuevo gol frente al Deportivo Cuenca, nuevamente de cabeza.
A inicios del 2024 fichó por Cusco F.C, logrando tener una buena temporada en el fútbol peruano, logrando clasificar a la Copa Sudamericana 2025. A final de temporada se le renueva su contrato por todo el 2025.

## Clubes
Actualizado al último partido disputado el 19 de agosto de 2025.
| Club                   | País          | Año           | PJ  | Goles |
| ---------------------- | ------------- | ------------- | --- | ----- |
| Guillermo Brown        | Argentina     | 2008 - 2013   | 98  | 29    |
| Talleres de Córdoba    | Argentina     | 2013 - 2014   | 23  | 4     |
| Unión La Calera        | Chile         | 2014 - 2015   | 22  | 6     |
| Guillermo Brown        | Argentina     | 2015          | 39  | 7     |
| Coquimbo Unido         | Chile         | 2016          | 30  | 13    |
| Macará                 | Ecuador       | 2017 - 2018   | 88  | 35    |
| Aucas                  | Ecuador       | 2019          | 35  | 6     |
| Universidad Católica   | Ecuador       | 2020 - 2021   | 62  | 14    |
| Aucas                  | Ecuador       | 2022          | 31  | 8     |
| Gimnasia y Esgrima (J) | Argentina     | 2023          | 34  | 6     |
| Cusco F. C.            | Perú          | 2024 - act.   | 56  | 17    |
| Total carrera          | Total carrera | Total carrera | 519 | 145   |

## Palmarés

### Campeonatos nacionales
| Título             | Club  | País    | Año  |
| ------------------ | ----- | ------- | ---- |
| Serie A de Ecuador | Aucas | Ecuador | 2022 |